# Laminci Brezici
Laminci Brezici su naselje u sastavu općine Bosanska Gradiška, Bosna i Hercegovina.

## Stanovništvo
| Laminci Brezici    |              |              |              |
| godina popisa      | 1991.        | 1981.        | 1971.        |
| Srbi               | 867 (61,27%) | 846 (59,28%) | 829 (73,55%) |
| Muslimani          | 392 (27,70%) | 258 (18,07%) | 272 (24,13%) |
| Hrvati             | 3 (0,21%)    | 3 (0,21%)    | 7 (0,62%)    |
| Jugoslaveni        | 116 (8,19%)  | 243 (17,02%) | 0            |
| ostali i nepoznato | 37 (2,61%)   | 77 (5,39%)   | 19 (1,68%)   |
| ukupno             | 1.415        | 1.427        | 1.127        |

## Vanjske poveznice
- Službena prezentacija Laminaca[neaktivna poveznica]